# NGC 2840
NGC 2840 je galaksija u zviježđu Risu.

## Vanjske poveznice
- SEDS: NGC 2840